# Корф, Сесиль Артурович
Барон Сесиль (Семен) Артурович фон Корф (12 декабря 1867 — 9 августа 1934, Берлин) — русский генерал-майор, герой Первой мировой войны, обладатель Георгиевского оружия.

## Биография
Лютеранин. Из баронского рода Корфов.
Окончил Полоцкий кадетский корпус и Николаевское кавалерийское училище (1888), выпущен корнетом в 39-й драгунский Нарвский полк. Командовал эскадроном Нарвского полка (1896—1904).
Чины: поручик (1891), штабс-ротмистр (1893), ротмистр (1897), подполковник (1904), полковник (1909), генерал-майор (1915).
7 декабря 1910 года назначен командиром 5-го гусарского Александрийского полка, с которым вступил в Первую мировую войну. С 27 мая 1915 командовал 1-й бригадой 6-й кавалерийской дивизии, был награждён Георгиевским оружием.
В эмиграции член Объединения 5-го гусарского Александрийского полка. Умер в 1934 г. Похоронен на лютеранском лесном кладбище в Берлине.

## Награды
- Орден Святого Станислава 2-й ст. (1908);
- Орден Святой Анны 2-й ст. (1912);
- Орден Святого Станислава 1-й ст. мечами (23 января 1916);
- Георгиевское оружие (ВП 02.11.1916).